# Mosmühle
Mosmühle is een plaats in de Duitse gemeente Dietenhofen, deelstaat Beieren, en telt 0 inwoners.